# 反核日本の音楽家たち
反核日本の音楽家たち（はんかくにほんのおんがくかたち）は、1980年代に結成された、日本の音楽家を中心とした反核団体。「反核・日本の音楽家たち」とも表記される。

## 概要

### 設立
1981年の米国の核実験や米軍艦船によるマグロ魚船の延縄切断事件など契機として、日本の音楽家から何か抗議しなければならない、という話題が持ち上がり、芥川也寸志を中心に池辺晋一郎、三枝成章、石井真木、野口久光などと音楽家ユニオン・音楽センターが集まり、「反核日本の音楽家たち」を立ち上げる相談が行われ、呼びかけ人となる音楽家たちへお願いの文章が送られた。この趣旨に賛同し呼びかけ人となった音楽家は66名で、事務局はうたごえ運動の音楽センターに置かれた。 
呼びかけ人となった66人は1982年に「音楽家たち」からの呼びかけを全国の音楽家に送り、1000人を超える音楽家が加入した。日本歌手協会は総会を開き、会長ディック・ミネの提案で協会としての加入を決議した。1982年3月、設立総会が日本青年館で開かれ「反核日本の音楽家たち」が設立された。総会の開幕には、前橋汀子のバイオリン、加藤登紀子の歌、日本フィルハーモニーアンサンブルの演奏があり、総会では会則と「呼びかけ」会の運営委員が決議された。また、デザイナーの和田誠が作成して送り届けた会のマークも承認された。

### 第2回国連軍縮総会に向けた活動
1982年6月から7月にかけて、国連は第2回軍縮特別総会をニューヨークで開催、核兵器削減を議題とした。これに向けて「反核日本の音楽家たち」は代表を送り、ロサンゼルスのローズボール（9万人）とニュヨークのセントラル・パーク（100万人）で開催され、スティービー・ワンダー、マイケル・ジャクソン、ジョーン・バエズ、ピート・シーガーなどが参加したた米国側のコンサートでうたごえ合唱団も演奏した。また、ニューヨークのセント・ポール教会、セントパトリック教会で日本フィルハーモニー交響楽団、東京都交響楽団、新星日本交響楽団、うたごえ合唱団が「ノーモアヒロシマ」をテーマとしたコンサートを開催し、米国側からはメトロポリタン・オペラのソプラノ歌手マレッサ・スチアートが参加演奏した。ロサンゼルス演奏会には米国滞在中のディック・ミネが参加した。

### コンサート反核日本の音楽家たち
1983年「コンサート反核日本の音楽家たち」が日比谷公会堂で3日間に渡って開催された。第1日目は「クラシック」、2日目は「ポピュラー」、3日目は「邦楽」と音楽の三つのジャンル毎に演奏された。公演は成功し、翌1984年も日比谷公会堂で開催された後、すみだトリフォニーホールに場所を移して10年ほど続けられた。これと並行して「反核日本の音楽家たち」のジャズやブラスなど各ジャンルのコンサートが開かれた。また、東京の各地域、大阪・名古屋・京都をはじめ会員の手によって全国的にコンサートが広がり、会員総数は1400人を超えた。

## 呼びかけ人となった人物
- 秋山邦晴
- 芥川也寸志
- 朝比奈隆
- 有馬徹
- 淡谷のり子
- 池内友次郎
- 石井真木
- いずみたく
- 和泉元秀
- 伊藤京子
- 伊福部昭
- 岩城宏之
- 岩﨑洸

- 江藤俊哉
- 大木正興
- 大坪十喜雄
- 加藤登紀子
- 北原篁山
- 杵屋正邦
- 木村重雄
- 清元梅吉
- 栗林義信
- 小泉文夫
- 古関裕而
- 小林亞星
- 小室等

- さだまさし
- 柴田南雄
- 柴田睦陸
- ジョージ川口
- 世良譲
- 高木東六
- 高田三郎
- 千葉馨
- 辻久子
- 鶴田錦史
- ディックミネ
- 常磐津文字兵衛
- 戸口幸策

- 徳永二男
- 武満徹
- 外山雄三
- 中田喜直
- 中能島欣一
- 中村とうよう
- 中村八大
- 野口久光
- 服部良一
- 浜田滋郎
- 林光
- 原信夫
- 藤山一郎

- ペギー葉山
- 前橋汀子
- 松村禎三
- 松山千春
- 間宮芳生
- 三木稔
- 宮沢縦一
- 安川加寿子
- 山口五郎
- 山田一雄
- 湯川れい子
- 横山勝也
- 吉田雅夫